# (7802) Takiguchi
(7802) Takiguchi (1996 XG1) – planetoida z pasa głównego asteroid okrążająca Słońce w ciągu 3,8 lat w średniej odległości 2,43 j.a. Odkryta 2 grudnia 1996 roku.